# Redykołka

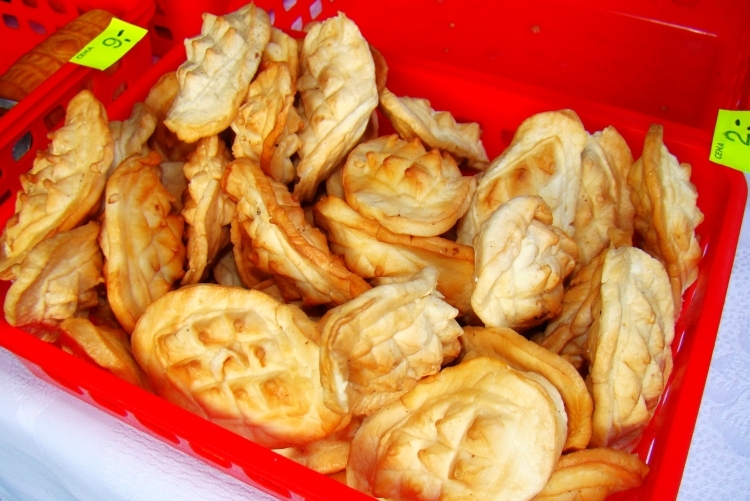
Redykołki

Redykołka (redykawka) – rodzaj sera wytwarzanego głównie na Podhalu i w Beskidzie Śląskim. W obu tych miejscach pierwsi wytwarzali ją tamtejsi pasterze wołoscy. Redykołka często mylona jest z oscypkiem. Podobieństwo wynika z faktu, że produkowana jest z resztek sera, które nie wystarczyły do wytworzenia oscypka, czyli z resztek przetworzonego bundzu. Redykołka charakteryzuje się zapachem i posmakiem wędzenia oraz pikantnym, lekko słonym smakiem będącym wynikiem moczenia sera w solance.
Redykołki najczęściej formuje się w kształty zwierząt (owiec, koników, jeleni, kur, kogutów, niedźwiadków), serc (parzenic) lub wrzecion.
Ser ten niegdyś popularny był jako upominek, dawany (i wyrabiany) zawsze w parach (po 2 sztuki) przy różnych okazjach. Rozdawany był też w czasie powrotu owiec z kilkumiesięcznego wypasu na halach (tzw. „redykanie”). Nazwą „redykołka” określano dawniej każdy prezent z sera.
Produkt o nazwie „redykołka” został wpisany 10 października 2005 na polską Listę produktów tradycyjnych w kategorii „Produkty mleczne w województwie małopolskim”, a 12 grudnia 2008 kolejny o tej samej nazwie w kategorii „Produkty mleczne w województwie śląskim”. 1 grudnia 2009 w Dzienniku Urzędowym Unii Europejskiej opublikowane zostało rozporządzenie Komisji (WE) nr 1176/2009 z dnia 30 listopada 2009 rejestrujące w rejestrze chronionych nazw pochodzenia i chronionych oznaczeń geograficznych nazwę (Redykołka (ChNP)).